# ألن باين
ألن باين (بالإنجليزية: Allen Payne)‏ هو ممثل أمريكي، ولد في 7 يوليو 1968 بهارلم في الولايات المتحدة.

## وصلات خارجية
- ألن باين على موقع IMDb (الإنجليزية)
- ألن باين على موقع ألو سيني (الفرنسية)
- ألن باين على موقع أول موفي (الإنجليزية)
- ألن باين على موقع قاعدة بيانات الأفلام السويدية (السويدية)
- ألن باين على موقع إن إن دي بي (الإنجليزية)
- ألن باين على موقع قاعدة بيانات الفيلم (الإنجليزية)
- ألن باين على موقع كينوبويسك (الروسية)